# Berre-les-Alpes
Berre-les-Alpes är en kommun i departementet Alpes-Maritimes i regionen Provence-Alpes-Côte d'Azur i sydöstra Frankrike. Kommunen ligger  i kantonen Contes som ligger i arrondissementet Nice. År 2022 hade Berre-les-Alpes 1 234 invånare.

## Befolkningsutveckling
Antalet invånare i kommunen Berre-les-Alpes
Referens: INSEE